# Alex Nedeljkovic
Alex Nedeljkovic (* 7. ledna 1996 Parma, USA) je americký hokejový brankář srbského původu, který hraje v americko-kanadské soutěži National Hockey League (NHL) za klub Pittsburgh Penguins. Nedeljkovic byl vybrán Carolina Hurricanes ve druhém kole (37. celkově) v 2014 draftu.

## Reprezentace
Spojené státy americké reprezentoval na MS do 18 let v roce 2014, kde svými výkony přispěl ke zisku zlaté medaile. Byl brankářskou jedničkou reprezentace U20 na mistrovství světa juniorů v roce 2016, kde svými výkony 4 výher a 2 proher přispěl ke zisku bronzové medaile.